# Edgar Buckingham
Edgar Buckingham, né le 8 juillet 1867 à Philadelphie, Pennsylvanie et mort le 29 avril 1940 à Washington DC, est un physicien-expert du National Bureau of Standards, passé à la postérité pour ses contributions à l'analyse dimensionnelle.

## Biographie
Il passe sa licence de physique à Harvard en 1887, et sa maîtrise à l’université de Strasbourg. Buckingham soutient sa thèse de doctorat à Leipzig, où il suit les cours du chimiste Wilhelm Ostwald, en 1893. D’abord professeur de chimie physique à Bryn Mawr College (1893-1899), il est ensuite employé comme ingénieur des mines à Morenci (Arizona) puis comme physicien des sols au Département de l'Agriculture des États-Unis de 1902 à 1906. Il effectue le reste de sa carrière (1906-1937) au National Bureau of Standards. Ses champs d'expertise vont de la physique des milieux poreux et des gaz, au rayonnement du corps noir en passant par l'acoustique et la mécanique des fluides. Il a, le premier, formulé le théorème π de Buckingham qui fixe une condition nécessaire de l'analyse dimensionnelle.
Il est conseiller scientifique à l'ambassade américaine de 1918-19.
En 1923, Buckingham publie un rapport défavorable à la propulsion à réaction : selon lui, compte tenu des altitudes de vol et des vitesses des avions, la propulsion à hélice serait seule viable économiquement avant longtemps. Cette même année, Buckingham devient le premier employé du National Bureau of Standards à bénéficier du statut de consultant indépendant, ce qui le dégage de toutes les tâches administratives. En 1937, il atteint l'âge légal de la retraite (70 ans).

## Œuvre
Les premières recherches de Buckingham en pédologie sont relatives à l'oxygénation des sols, et plus particulièrement aux pertes en dioxyde de carbone et sa substitution par de l'oxygène. Il découvre expérimentalement que le débit gazeux dans les sols ne dépend pratiquement ni de la microstructure du sol, ni de sa compacité ni même de sa teneur en eau, et qu'en somme, l'indice des vides est le paramètre prépondérant. De ses observations, il tire donc une relation empirique entre le coefficient de diffusion des gaz et l'indice des vides. Cette relation est toujours citée dans les manuels de mécanique des sols. De ses recherches sur le transport gazeux, Buckingham  déduit que les échanges gazeux en jeu dans l'oxygénation des sols s'opèrent principalement par diffusion et sont « sensiblement indépendants des variations de la pression atmosphérique ».
Puis Buckingham se consacre à l'étude des écoulements interstitiels. La synthèse de ses travaux en ce domaine est publiée dans le n°38 du Bulletin Département de l'Agriculture, sous le titre Studies on the movement of soil moisture (1907). Elle comporte trois grandes parties : la première est consacrée à l'évapotranspiration. Buckingham énonce qu'une stratification de couches de sols de textures différentes peut freiner considérablement l'évaporation, surtout lorsque les couches superficielles arrêtent les remontées capillaires ; la deuxième section du Bulletin 38 étudie la déshydratation des sols en conditions arides. Buckingham découvre que, si l'évaporation est initialement plus rapide dans un environnement aride, elle l'est moins que dans un environnement humide au bout de trois jours, et la perte totale d'eau est finalement supérieure en contexte humide. Buckingham attribuait ce phénomène à la reconstitution spontanée d'un paillage en surface en conditions arides.
La dernière partie de l'article, qui fait la réputation de Buckingham, est consacrée aux écoulements en zone non-saturée et à l'influence de l'action capillaire. L'auteur évoque d'abord le rôle fondamental du potentiel de force entre particules de sol et eau, qu'il appelle « potentiel capillaire », et qui correspond au potentiel hydrique. Puis il introduit un terme de capillarité dans l'énergie potentielle du sol, et met en évidence, le premier, l'influence de la capillarité sur la perméabilité des sols (le facteur d'influence est couramment appelé « perméabilité relative » en génie pétrolier). Buckingham propose enfin une formule dérivée de la loi de Darcy pour modéliser les écoulements en zone non-saturée.